# Kajper
Kajper – nieformalna jednostka stratygraficzna triasu wydzielona na terenie Polski pozakarpackiej i Niemiec (poza Alpami) w oparciu o kryteria litostratygraficzne. Leży powyżej wapienia muszlowego, a poniżej retyku. 
Kajper reprezentuje wyższą część profilu skalnego triasu, powstałą głównie w środowisku lądowym. Przeważnie jest on dwudzielny. Dolną  część, zwaną kajprem dolnym (albo kajprem węglowym) budują głównie szare piaskowce i mułowce  z rzadkimi przewarstwieniami wapieni, iłowców i węgli brunatnych. Są to przeważnie utwory rzeczne, rzadziej jeziorne, a wapienie reprezentują krótkotrwałe epizody zalewania przez pobliskie morze. Górny kajper zbudowany jest przez gruby kompleks czerwonych iłowców i mułowców z licznymi soczewkami gipsów i anhydrytów. Utwory te powstały w rozległych słonawych jeziorach, w klimacie suchym i gorącym. W środkowej części kajpru górnego jest seria szarych piaskowców rzecznych z licznymi szczątkami kopalnej roślinności, nazywana z tego powodu piaskowcem trzciniastym (lub trzcinowym). Reprezentuje ona epizod zwiększonej wilgotności klimatu. W Polsce, a zwłaszcza w Niemczech, w kajprze znaleziono liczne szczątki, a nawet całe szkielety kopalnych płazów i gadów. 